# 戸川純
戸川 純（とがわ じゅん、1961年〈昭和36年〉3月31日 - ）は、日本の女優、歌手、作詞家。東京都新宿区出身。戸川京子は妹。
ゲルニカ、ヤプーズでの音楽活動の他、ソロヴォーカリストとしても活動している。タブー視された事柄を歌詞に盛り込み、女性像の表現に禁忌がないことを世の中に提示した。

## 経歴

### 高校卒業まで
東京都西大久保（当時の名称）出身。台湾バナナなどの果物を扱う貿易会社を経営する父と専業主婦の母と、3歳年下の妹・戸川京子の4人家族。1967年に新宿区立戸山小学校に入学し、小学3年生の頃に『巨泉×前武ゲバゲバ90分!』を観て芸能界を志望。同時期に京子が「児童劇団に入りたい」と言い出したことから、姉妹で劇団ひまわりに入団した。
小学5年生のとき、新国劇『王将』の舞台で辰巳柳太郎の娘役を演じる。この経験から、本格的に芝居をやりたいとの気持ちを抱くが、学校が休みがちになることを家族が懸念し、劇団を辞めさせられた。
新宿区立戸山中学校（現・西早稲田中学校）を経て、1976年、私立成徳学園高等学校（現・下北沢成徳高等学校）に進学。高校ではシェークスピアの作品等を扱う演劇部に所属。

### 1980年代
その後、関東学院大学に入学した後、映画を見るため出かけていた日比谷公園で、たまたま、後にゲルニカでコンビを組む上野耕路が所属していたパンク・バンド「8 1/2」と出逢う。彼らが出入りしていた渋谷の伝説的ロック・カフェ「NYLON100%」に入り浸るようになり、この頃よく李香蘭の「蘇州夜曲」を歌っていた。
同時期に女優を目指して1980年のテレビドラマ『しあわせ戦争』のオーディションにも参加し、自己アピールで「蘇州夜曲」を歌い準レギュラーでの出演を獲得。1981年に上野耕路、太田螢一との3人で音楽ユニット「ゲルニカ」を結成。
1982年は5月にテレビドラマ『刑事ヨロシク』で警察署のお茶汲み役「西ツヤ」に抜擢。6月にはゲルニカのボーカリストとして『改造への躍動』でアルバムデビュー。他にもYAMAHAエレクトーン、9月にTOTO「ウォシュレット」CM出演、後者はお茶の間にインパクトを与えた。これを受けて、本人は「私にとって1982年は、物事が一気に動いた年」と位置づけている。
1983年5月、「ヤプーズ」でライブ・デビュー。1984年、アルバム『玉姫様』でソロ・デビュー。同年「裏玉姫」をリリース。1985年「極東慰安唱歌」発表。作詞も行う。
この時期、『森田一義アワー 笑っていいとも!』『ライオンのごきげんよう』『徹子の部屋』『11PM』『さんまのまんま』『加トちゃんケンちゃんごきげんテレビ』『パラダイスGoGo!!』『女と男 聞けば聞くほど…』など人気テレビ番組への出演が相次ぎ、雑誌『宝島』で特集が組まれる。
1985年、NHK『みんなのうた』で東京放送児童合唱団と共演した「ラジャ・マハラジャー」が放送される。また、この年の『パラダイス・ビュー』を皮切りに『ウンタマギルー』『男はつらいよ』『釣りバカ日誌』など、映画への出演が90年代中盤まで続く。
1989年、「戸川純芸能生活十周年記念」として「昭和享年」をリリース。「昭和の懐メロをカバーする」というコンセプトの元、上野耕路が編曲した「星の流れに/菊池章子」、「東京の花売娘/岡晴夫」、「アカシアの雨がやむとき/西田佐知子」、「バージンブルース/野坂昭如」。平沢進が編曲、アレンジした「バージンブルース/野坂昭如」、「リボンの騎士/能加平、 冨田勲」、「夜が明けて/坂本スミ子」を戸川のカバーで収録された。
1989年、ヤプーズのサポートとしてP-MODEL凍結中の平沢進が参加。TV番組『夢で逢えたら』のコーナー「バッハスタジオⅡ」に出演し、ダウンタウン、ウッチャンナンチャン、平沢進らと共にセッションを行った。

### 1990年代
1990年、平沢進のソロ2作目のアルバム「サイエンスの幽霊」発売記念のライブツアー「世界タービン・ツアー」にことぶき光、秋山勝彦、秋元一秀（秋元きつね）、梅津和時らと共に参加。戸川はその他の平沢のツアーにも同行している。
1991年、テレビ東京の番組「戸川純 × 平沢進（MC：サエキけんぞう）『戸川純リバイバル祭！SOUND GIG』」に出演。同年に平沢の「ヴァーチュアル・ラビット・ツアー」に参加。デュエット曲であるロケット、世界タービン、カーボーイとインディアンを平沢と共に熱唱した。また同年9月、フジテレビ系列『ライオンのごきげんよう』にて「夏休みスペシャル東京ブラブラトーク」と題した回にゲスト出演し、出身地の新大久保、歌舞伎町界隈を小堺一機と巡り幼少期の思い出を語っている。1992年、平沢進からヤプーズ楽曲として「ヴィールス(1992)」が提供される。
1994年、漫画『幽☆遊☆白書』の作者、冨樫義博が戸川のファンだったことから、コミックス16巻のある場面で、1984年2月6日の『夜のヒットスタジオ』出演に言及する会話が描かれる。このシーンは作中の名シーンの一つとなっている。同年、平沢進がこの年から開始した『インタラクティブ・ライブ』の初ゲストミュージシャンとして、『AURORA TOUR 1994 INTERACTIVE LIVE オーロラ伝説』に"マザー・オブ・ナバホ"役として参加した。
1995年11月、当時の所属事務所への方向性や金銭を巡る不信、バンドメンバーの脱退、ライブビデオの編集（無断発売）などの度重なる人間関係のトラブルを苦に、自宅マンションにて首を剃刀で切り自殺を図る。幸い頸動脈に達していなかったことから一命を取り留めた。狂言自殺疑惑、自傷時に流れ出た血液で部屋の壁に「皆憎」という文字を書いた事などが話題に。
その後、3年間の充電期間を経て、1998年からフリーランス・個人事務所名義の「ヤプーズ」として活動を再開。テレビ・ラジオ等の出演は控えるようになる。

### 2000年以降
2006年2月22日、アルファ時代の９作品がデジタルリマスタリングされ、紙ジャケット仕様のCD、映像作品2作がDVDで復刻発売。同年、交通事故に遭い足と腰を負傷して入院。
2007年12月23日よりウェブラジオ『オールニートニッポン』、月乃光司とウェブラジオ『ハート温泉』のパーソナリティを務めていた（2008年12月末、放送終了）。   
2008年7月9日、『TOGAWA LEGEND SELF SELECT BEST & RARE 1980-2007』発売。   
2009年7月22日、9枚組BOX『TEICHIKU WORKS JUN TOGAWA〜30TH ANNIVERSARY〜』発売。
2010年、公開映画『名前のない女たち』で「バージンブルース」が　主題歌として使用された。   
2010年12月1日、『ロマンチスト〜THE STALIN・遠藤ミチロウTribute Album〜』に参加。   
2011年5月11日、2006年に発売したアルバム7作が、Blu-spec CD化し、2006年盤と同じ紙ジャケット仕様で、再発売。   
2012年7月14日、公開映画『ヘルタースケルター』では「蛹化の女」が挿入歌として使用される。7月25日にはアルバム『蛹化の女〜蜷川実花セレクション』発売。   
2012年10月24日、『ヤプーズ計画』（SHM-CD）『昭和享年』（SHM-CD）『ヤプーズ計画LIVE&CLIP+2』（DVD）、東口トルエンズ『東口DVD』（DVD）の4作品が、2009年のBOX『TEICHIKU WORKS JUN TOGAWA〜30TH ANNIVERSARY〜』から、単体で、SHM-CD/紙ジャケット仕様そのままに、椎名宗之による4作品の解説で、再発売された。
2014年4月9日、Vampilliaの『the divine move』に参加。 
2016年、3つのプロジェクト「戸川階段」「戸川純 avec おおくぼけい」「戸川純 with Vampillia」をスタートさせる。1月20日『戸川階段』発売。11月25日単行本『戸川純全歌詞解説集』発売。12月14日『わたしが鳴こうホトトギス』発売。ホトトギスのアーティストビジュアルには、自身のファンでもある冨樫義博が作成。戸川純とVampilliaメンバー全員を漫画『HUNTER×HUNTER』の『幻影旅団』風に仕上げた。
2017年2月14日、DOMMUNEで、戸川純の芸能生活35周年特別番組「疾風怒濤きょうは晴れ」が生配信され、メディアから姿を消して以来22年ぶりに番組に出演した。
2018年9月、上海で開催された音楽フェス『Concrete & Grass Music Festival 2018』に出演。11月21日、アーバンギャルドのおおくぼけいとのユニット「戸川純 avec おおくぼけい」を発売。

### 2020年以降
2020年5月、YouTubeチャンネルにおいて「戸川純の人生相談」を開始。1995年以降控えていたメディアの定期的なレギュラーとしての顔出し出演を、ユーチューバーとして本格再開する（ただし、1980年代から1990年代にかけてのような、地上波番組出演や役者活動は行っていない。）。出演は戸川純と、ヤプーズのメンバーである山口慎一。視聴者からの相談に答えるトーク及び、童謡、唱歌を中心にした歌のコーナーがある。
2021年11月12日、イギリスの「WIRE」誌にインタビューが掲載。

## 人物

### 子供時代
1961年に生まれた直後、当初名前は“順”と名付けられる予定だったが、叔母から「男と間違われる」と言われたため“順子”になった。幼稚園の頃はアパート暮らしで、母が歌好きで戦前・戦中の歌謡曲を鼻歌で歌いながら家事をこなしていた。この影響を受けて戸川も幼い頃から童謡などを歌っており、本人は「母の鼻歌が、私の音楽的ルーツになった」と位置づけている。
小学校入学と同時に百人町のマンションに引っ越す。この頃から父からは次々とおもちゃを買い与えられ、母には頻繁に有楽町の日劇のレビューを観に連れて行ってもらった。比較的裕福な生活をしていたことから、学校では男の子たちから妬まれていじめられることがあった。
中学生になると、父親からの愛情が強すぎたことから戸川への執着が強くなる。門限は平日17時、日曜日は外出禁止であり、思うように外出できず、時々躾と称して正座した戸川の太ももなどを叩かれるようになる。中学3年生の時に品川の広い部屋のマンションに引っ越した。同時に転校もしたがいじめに遭ったため、元いた戸山中学校に品川から通い直した。家での父の執着と学校でのいじめで鬱屈した生活だったため、「役者になれば、素の自分と違う人生を生きられる」との考えから、役者に強く憧れ始める。
高校生になった後、憧れの芝居にも十分に取り組めない中、62kgまで太ったが、極端なダイエットをして40kg近くまで体重を落とす。
大学に入学し、戸川の18歳の頃に父が購入した三鷹のメゾネットタイプのマンションに一家で引っ越した。この頃になっても父の厳しい躾や門限などは継続しており、ある日父から理不尽なことで2時間近く叱責を受けた。自分の部屋に戻った直後、突然激しいパニック障害を発症し、救急搬送された。これにより一人暮らしをすることが許され、杉並区東高円寺のワンルームに引っ越し、ようやく父の執着から解放された。

### 歌唱時の扮装、「個性的」との評価について
1987年にバンド「ヤプーズ」を本格的に始動し、戸川はランドセルを背負った小学生姿などに扮装して歌唱パフォーマンスを行った。それ以降、2022年2月現在に至るまで周りから「普段から“不思議ちゃん”キャラだ」と誤解されるようになった。本人はこのイメージを持たれることに否定的で、周囲にその種の女性が寄って来ることが多いことを嫌悪している。
普段の話のリズムや作品世界から、「変わっている」「個性的だ」との評価を受けることが多い。しかし、中にはこれを意図的なキャラ付けと誤解する者もおり、戸川本人はそうした誤解に苦しんだ。話し方に独特の間があるため、トークではその場が水を打ったような静けさになることがある。その間に聴き手が予想する答えと実際の答えが異なることが多く、これが聴き手を驚かせたり笑わせたりする要因であるといわれる。しかし、1人で喋る時はこの間があまり出ない。
自分とは違う人物になりきることが出来る点に、芝居の魅力を見いだしている。また、ライブでの一見奇抜な衣装も、作品世界の様々な状況における人物になりきりたいという変身願望に基づいている。
自分の中に複数の人格が存在しているのではと感じており、どれもが自分の姿ではあるが、状況によってどの人格が出てくるかが異なると考えている。様々な衣装で扮装するのが好きなのも、特定の何者かになりきることが出来るからである。 

### 芸能界デビュー後の私生活
1983年に南青山（港区）のマンションの広い1LDKの部屋に引越した。その後六本木のマンションに引越すが、当時交際中の男性芸能人との写真が週刊誌に載ってしまい、ほどなくして高輪のマンションの3LDKの部屋に移った（男性とはその後破局）。
1990年代に入ると広尾（渋谷区）の2LDKの部屋に引越し、当時音楽面で親しくしていた男性と恋人関係になった。3年間の同棲を経て婚約するが、結婚式まであと1か月というタイミングで別れてしまったという。その後目黒区内で3回ほど引っ越した。
またこの頃知人の誘いを受けて別の事務所に移籍したが、先述の通り1995年に自殺未遂事件を起こした。その後事務所を独立すると、住まいは都内を転々とした後再び目黒に戻り、2022年2月現在は2LDKのマンションで暮らしている。

## エピソード
- 平沢進との親交がある。1989年にヤプーズからギター担当であった比賀江が脱退した際には、サポートとして平沢が参加。また同年に発表された「戸川純芸能生活十周年記念」としてのアルバム「昭和享年」にアレンジ楽曲を提供、戸川は平沢の初ソロアルバム「時空の水」と2ndソロアルバム「サイエンスの幽霊」に参加した。互いのツアーにも参加し、90年代は雑誌上やTV上で音楽やジェンダーに関する対談を行う等と共に活動を行った。平沢は「1番好きな戸川純の曲を定めるのは至難の業」としており、名曲の一つ「諦念プシガンガ」を「あれは神を作った神であります。」と語っている[20]。互いに現在も「盟友」としており、戸川も自身のライブで平沢のソロ曲「金星」をカバーする等もしている。
- 『笑っていいとも!』の1コーナー「オレンジスキャンダル」で話題を呼ぶ。このコーナーは視聴者から寄せられた男女関係の相談に対し答えるというもの。タモリと兵藤ゆきの丁々発止の論議の合間に戸川が独特のリズムで意見を入れるやり取りのコーナーであった。
- 芸能界入りの動機として「小さい頃いじめられっ子だったので、（出世して）見返してやろうと思った」と語った。小学生の頃は原節子のような女優になると思っており、役者を志望する動機となったのは、テレビで大辻伺郎の演技を見てフッと決心したことだったという[21]。また、デビュー時は吉永小百合みたいな国民的な俳優を目指していた[6]。
- 芸能界で活動するようになったとき、「芸能人はこうでなければ」等々、勝手に様々な制約を背負い込み、それが大きなプレッシャーになった[19]。
- 芸能界入り直後は、様々なオーディションを受けまくり、萩本欽一の20時台のコント番組のオーディションにも参加。コントの読み合わせ後、萩本から「君の笑いは20時台の笑いじゃなく22時台の笑いなんだよな」と言われた。“欽ちゃんファミリー”入りを逃したものの、「でもすごくいいものを持ってるから、じきに頭角を現すよ」と告げられ、落ち込まずに済んだという[6]。
- 1980年代初頭は、山崎春美率いるバンド「TACO」のボーカリストであったロリータ順子（1987年死去）と個人的に親交が深かった。2015年11月17日、新宿LOFTで行われたTACOおよびガセネタ本格再始動ライブ「SHINDACO～死んだ子の齢だけは数えておかねばならない」では戸川がロリータ順子役として参加。
- 1982年に『刑事ヨロシク』で初めてレギュラーの役・警察署少年特捜班のお茶汲み員の「西ツヤ」を演じた。ツヤ役は「暗い性格で孤独な女の子」の設定[6]だったが、本人はこの役は「性格のよい子」であるとし、とても気に入っていた[21]。西ツヤ役への起用は、撮影約2週間前に演出家・久世光彦から「5kg痩せられるか？」とだけ聞かれて「はい」と答えたことで決まった。撮影時は、久世のサディスティックな演出[注 11]により生傷が絶えず、「孤独な役だから」との理由で休憩時間は共演者と関わらないよう指示された[6]。辛い現場ではあったが、久世に頑張りを認められたことから次期久世作品である『あとは寝るだけ』にも起用された[注 12]。
- 1990年に椎間板ヘルニアのため2か月ほど入院する。その間、髪を三つ編みにするなど、薄幸の少女になりきろうとしたが、治療のため病室用浴衣を後ろ前に着ざるを得ず、薄幸の少女にはなりきれなかった[22]。
- 香山リカの1980年代回顧本『ポケットは80年代がいっぱい』に、デビュー前の戸川は「クリスタル族の女子大生」として登場している。しかし、イケイケギャル風に描かれているので戸川本人はちょっと違うのではないかと思いつつ作品に登場させてくれたのは光栄に思っている。
- 毎年3月に開催されている戸川の「生誕祭」は、恒例イベントとなっている（開始時期は不明）[6]。
- 本人は、「ミーハーでメジャー志向。理路整然と物事を考えるタイプ」と自己評価している[6]。

## 参加した音楽グループ
ゲルニカ
歌唱担当の戸川純、作曲・編曲・キーボード担当の上野耕路、作詞・ステージデザイン・コンセプト担当の太田螢一の3人によるユニットで、プロデュースは細野晴臣。
ヤプーズ（戸川純とヤプーズ）
戸川純が中心となって結成したバンド。
戸川純ユニット
歌唱担当の戸川純、サウンドプロデュース担当の吉川洋一郎（ヤプーズのキーボーディスト）、レコーディングエンジニアの飯尾芳史（アルファレコードのエンジニア）の3人によるユニット。「極東慰安唱歌」をリリース。
東口トルエンズ
戸川純（ボーカル）と山本久土（ボーカル・アコースティックギター）によるデュオ。
非常階段×戸川純
ノイズバンド・非常階段とのコラボ・ユニット。
戸川純 with Vampillia
戸川純とロックバンド・Vampillia（ヴァンピリア）によるバンド。Vampilliaはアレンジと演奏を担当。
戸川純 avec おおくぼけい
戸川純とおおくぼけい（アーバンギャルド）によるユニット。

## 主な出演作品

### 映画
- 家族ゲーム（1983年）
- メイン・テーマ（1984年）
- CHECKERS IN TAN TAN たぬき（1985年）
- パラダイスビュー（1985年）
- 星くず兄弟の伝説（1985年）
- 野蛮人のように（1985年）
- 噛む女（1988年）
- ダウンタウン・ヒーローズ（1988年）
- 釣りバカ日誌（1988年）
- ウンタマギルー（1989年）
- Peach どんなことしてほしいのぼくに（1989年）
- 男はつらいよ ぼくの伯父さん（1989年）どぜう鍋店員
- 釣りバカ日誌2（1989年）
- 釣りバカ日誌3（1990年）
- スパイゲーム（1990年）※香港と日本の合作映画
- ワンルーム・ストーリー「いかしたベイビー」（1991年）監督・脚本・主演
- 釣りバカ日誌4（1991年）
- あふれる熱い涙（1992年）
- 爆(BAKU)!（1992年）
- きらい・じゃないよ2（1992年）
- 釣りバカ日誌5（1992年）
- 愛について、東京（1993年）
- 乳房（1993年）
- 釣りバカ日誌6（1993年）
- 釣りバカ日誌スペシャル（1994年）
- ルビーフルーツ（1995年）
- 釣りバカ日誌7（1994年）

### 舞台
- 王将 (戯曲)（坂田三吉の娘）
- ゆ・め・み・た・い（東京乾電池/作・演出：岩松了/渋谷ジァン・ジァン/1983年7月）
- クラウド9（作：キャリル・チャーチル/演出：木野花/PARCO劇場/1988年2月）
- 真夏の夜の夢（サードステージ/作：ウィリアム・シェイクスピア/演出：木野花/東京グローブ座/1989年7月）
- お月さまへようこそ（ドラマティック・カンパニー/作：ジョン・パトリック・シャンリィ /演出：宮島秀司/シードホール/1990年6月）
- 三人姉妹（作・アントン・チェーホフ/演出：蜷川幸雄/銀座セゾン劇場/1992年11月）
- 祈る女（サードステージ/作：鈴木勝秀/演出：木野花/青山円形劇場/1995年1月）
- 戸川純一人芝居『マリィヴォロン』（トム・プロジェクト/作・演出：北村想/THEATER/TOPS・他/1997年6月）
- 雨かしら（R・U・Pプロデュース/作：内藤裕敬/演出：木野花/全労済ホールスペース・ゼロ/1998年4月）
- 羅生門（原作：芥川龍之介/構成・演出：渡辺和子/新国立劇場/1999年6月）
- わらの心臓（第三エロチカ/作・演出：川村毅/シアタートラム/2000年5月）
- すべての犬は天国へ行く（ナイロン100°C/作・演出：ケラリーノ・サンドロヴィッチ/本多劇場/2001年4月）
- 戸川純二人芝居『ラスト・デイト』（淡路島・淡路夢舞台創造祭/作・演出：岩崎正裕/スペース107・他/2006年3月・4月）
- グッド・デス・バイブレーション考（サンプル/作・演出：松井周/神奈川芸術劇場/2018年5月）

### テレビドラマ
- 水曜劇場『しあわせ戦争』全17話（TBS 1980年）
- 金曜ドラマ『想い出づくり。』第2話（TBS 1981年9月25日）
- 『刑事ヨロシク』全10話（TBS 1982年5月 - 9月）日曜8時枠
- 金曜ミステリー劇場『過去のない女たち』全5話（TBS 1982年7月 - 8月）
- 金曜劇場『君は海を見たか』全11話（CX 1982年10月15日 - 12月24日）
- ポーラテレビ小説『おゆう』全130話（ANB 1983年4月4日 - 9月30日）
- 『あとは寝るだけ』全13話（ANB 1983年4月14日 - 7月7日）木曜9時枠
- 『AカップCカップ』全20話（TX 1983年4月20日 - 8月31日）
- 『今ぞ恋しき』（NHK 銀河テレビ小説、1983年12月5日 - 20日）
- 金曜ドラマ『無邪気な関係』全13話（TBS 1984年1月6日 - 3月30日）
- 金曜女のドラマスペシャル『不信のとき』（CX 1984年12月28日）単発
- 木曜ドラマストリート『払い戻した恋人』（CX 1985年10月24日）単発
- 『花田春吉なんでもやります』全13話（TBS 1985年1月4日 - 3月29日）金曜8時枠 - 緑 役
- 金曜ドラマ『華やかな誤算』全11話（TBS 1985年12月13日 - 1986年2月28日）
- 『松本清張サスペンス・隠花の飾り〜箱根初詣で』（CX 1986年6月2日）単発
- 『太陽にほえろ!』第701話「ヒロイン」（NTV 1986年） - 清水多美子 役 ※メインゲストとして出演
- 水曜ドラマスペシャル『亜樹子・哀しみ色の罠』（TBS 1986年9月3日）単発
- 火曜サスペンス劇場『死角関係』（NTV 1987年4月28日）単発
- 『ジャングル』 第33話「ブラインドの向う側」（NTV 1987年12月4日）
- 『独身送別会』（NHK 1988年）
- 『ハロー!グッバイ』 第7話 刑事の初恋物語（NTV 1989年）
- 火曜スーパーワイド『24歳おんなだけの露天風呂』（ANB 1990年3月6日）単発 - 田賀由起子 役
- 火曜サスペンス劇場『殺意の団欒』（NTV 1990年10月23日）単発
- 月曜ドラマスペシャル『殺人の駒音』（TBS 1993年6月7日）単発
- 月曜ドラマスペシャル『ニセコ積丹殺人旅行』（TBS 1994年3月14日）単発
- 『妖蝶キリコ』（WOWOW 1995年）

### テレビバラエティ
- 笑っていいとも! ※「テレフォンショッキング」「オレンジ・スキャンダル（1984年4月 - 9月 火曜の準レギュラー）」「日曜お気楽組」「私、新聞・雑誌に出たことあります。」のコーナーほか。（フジテレビ）
- HELLO! MOVIES ※初のメインMC. （ANB 1990年 - 1991年）
- ヒットスタジオR&N ※メインMC. （CX 1990年）
- ビアリズム ※メインMC. （WOWOW 1991年 - 1992年）
- BSマンガ夜話 (NHK BS2） - 以下の6回に出演。
  - 『幻想の普通少女』1997年1月9日
  - 『動物のお医者さん』1997年5月27日
  - 『紅い花』1997年5月28日
  - 『美貌の果実』1997年5月30日
  - 『メイキン・ハッピィ』1998年2月24日
  - 『すすめ!!パイレーツ』1998年5月26日

### ラジオ
- スネークマンショー
- ラジオ・パラノイア（FM東京、1981年12月28日）
- まるのみヤングバーガー サウンドカドカワ 克也と純のラジオがなんだ（ニッポン放送、1983年）
- サウンド・ストリート（NHK-FM、1984年1月24日）
- ハート温泉（オールニートニッポン、2007年12月23日）

### テレビCM
- ヤマハエレクトーン（1982 年）伊武雅刀と共演。
- TOTO「ウォシュレット」（1982 - 1995年）
  - 「おしりだって洗ってほしい」「あの人にもちょっとついてるかもしれない」という奇抜なセリフ（コピーライター仲畑貴志）で有名になったが、先述の事案の影響で打ち切りとなった。
- セブンアップ飲料 スイートキッス（清涼飲料水）ゲルニカとして出演。
- サントリーシュプレ
- マクセルカセットテープ

## 著書
- 『樹液すする、私は虫の女』（1984年、勁文社 ISBN 9784766901122／1987年ケイブンシャ文庫 ISBN 9784766905434／2001年ABC出版より復刻 ISBN 9784900387836）
- 『戸川純の気持ち』（宝島編集部編、1984年、JICC出版局 ISBN 9784880633930）
- 『戸川純のユートピア』（1987年、廣済堂出版 ISBN 9784331502372）
- 『ハート温泉』（月乃光司共著、2009年、新紀元社 ISBN 9784775306796）
- 『戸川純全歌詞解説集-疾風怒濤ときどき晴れ』（2016年11月25日、ele-king books/Pヴァイン）
- 『戸川純エッセー集 ピーポー&メー』（2018年、ele-king books ISBN 978-4909483140）
- 『戸川純の人生相談 〜どうしたらいいかな、純ちゃん〜』（山口慎一共著、2023年1月25日、リットーミュージック ISBN 978-4845638499）

### 写真集
- 『JUN TOGAWA AS A PIECE OF FRESH』（1988年、勁文社 ISBN 9784766908213／2005年ブッキングより「Jun Togawa as only a lump of meat」と改題し再刊  ISBN 4835441982）

- 『戸川純写真集 ──ジャンヌ・ダルクのような人』（2020年、ele-king books ISBN 978-4909483461）

## 関連人物
- 遠藤ミチロウ - アルバム「I.MY.ME:AMAMI」で「蛹化の女〜パンク蛹化の女」をカヴァー。LIVE DVD「Just Like a Boy」には、戸川純と共演した「21世紀のニューじじい」が収録された。
- 後藤まりこ - 新宿ロフトで「激突！戸川純VS後藤まりこ After the Drive to 2010」なるタイマン勝負イベントが行われた。後藤は公演後に『戸川さん、凄かった。直視できんかった。ほんま、凄かった。僕、彼女に、影響、受けてしまいそうやから、見たり、聴いたり、せんようにします。ほんま、凄かった。戸川純、とゆう人を、今まで、見ていなくて、よかった、と思いました。もし、見てたら、僕、影響、受けまくってた、と思います。かっこよかった。』などの感想を涙を流し語っていた。
- 月乃光司 - 月乃の対談集に登場。また、ネットラジオ「オールニートニッポン」にて、戸川と2人でお悩み相談番組「ハート温泉」を放送。
- 8 1/2 (バンド)（ハッカニブンノイチ） - 「少年たち」、「踊れない」、「戒厳令」は8 1/2由来。所属の泉水敏郎「LIFE STYLE」のアルバムに参加。
- パール兄弟 - ハルメンズ時代から交流が深い。
- ハルメンズ - 2ndアルバム「20世紀」にボーカルとして参加。また「レーダーマン」、「電車でGO」、「母子受精」、「昆虫群」（カバー曲名は「昆虫軍」）等の楽曲を多数カバーする。
- BiS階段 - 非常階段とBiSの合体ユニット。avex traxから「好き好き大好き」のカヴァーをリリースしている。
- 平沢進 - 戸川は平沢の数々の楽曲に参加、逆に平沢もヤプーズに楽曲提供を行なう。平沢は「戸川純が居れば、下手な活動家は必要ないのではないか」と雑誌の対談で語った。戸川の楽曲と活動姿勢をリスペクトしており、雑誌上やTVで音楽やジェンダーに関する対談を行う等もしていた。平沢は「1番好きな戸川純の曲を定めるのは至難の業」としており、名曲の一つ「諦念プシガンガ」を「あれは神を作った神であります。」と語っている[20]。現在も互いを「盟友」としている。
- 泯比沙子 - 「戸川純の再来」「博多の戸川純」など話題となる。デビューアルバム「LOVE&WAR」のレコーディングにはその当時ヤプーズに在籍していた吉川洋一郎と比賀江隆男、後に戸川純バンドやトリコミに在籍するホアチョなども参加。
- ロリータ18号 - アルバム「NUTS THE ANIMAL」で「パンク蛹化の女」をカヴァー。